# Chiesa di Santa Maria della Neve (Carzano)
La chiesa di Santa Maria della Neve è la parrocchiale di Carzano in Trentino. Appartiene alla zona pastorale Valsugana - Primiero dell'arcidiocesi di Trento e risale al XVII secolo.

## Storia

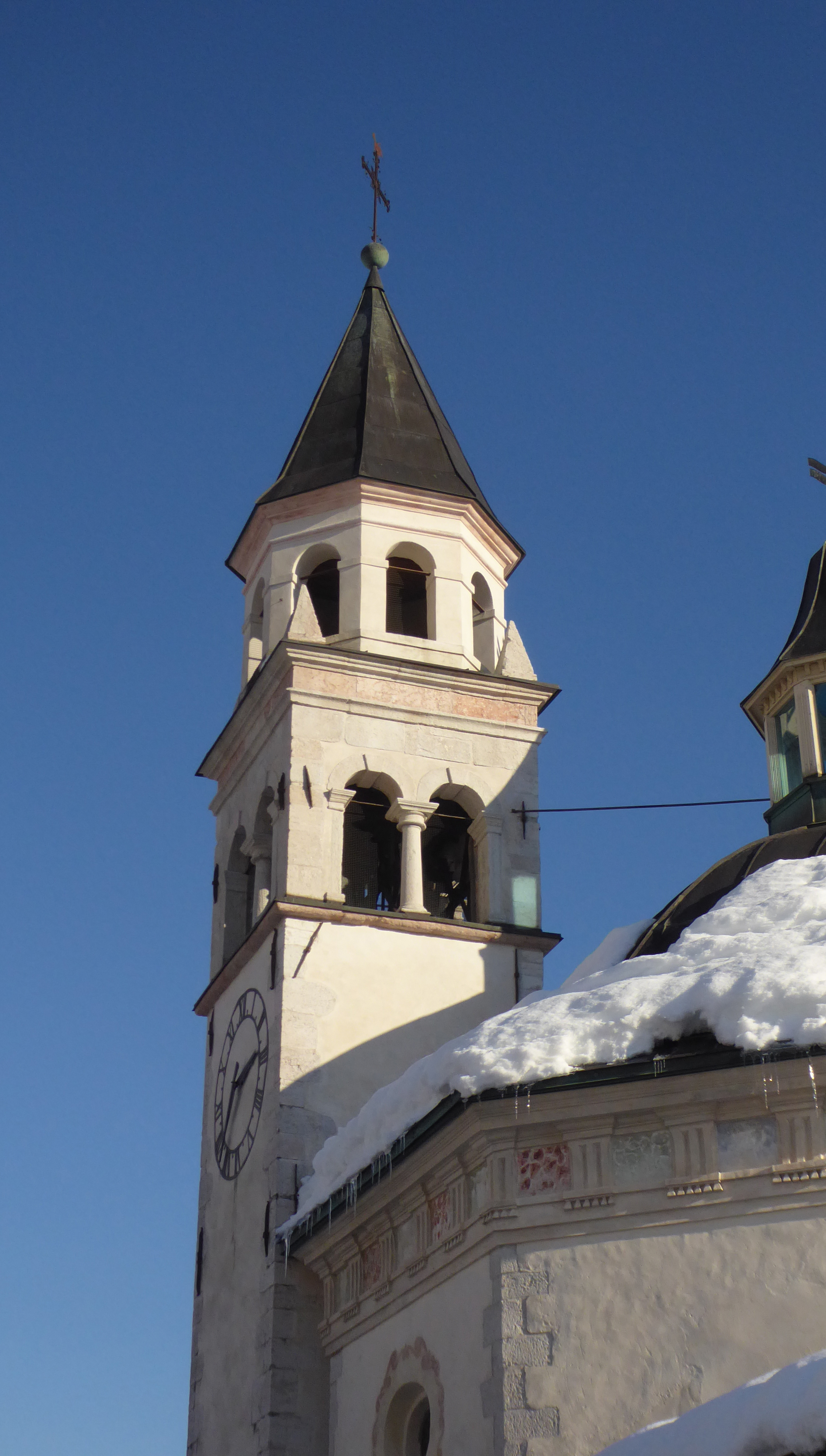
Campanile

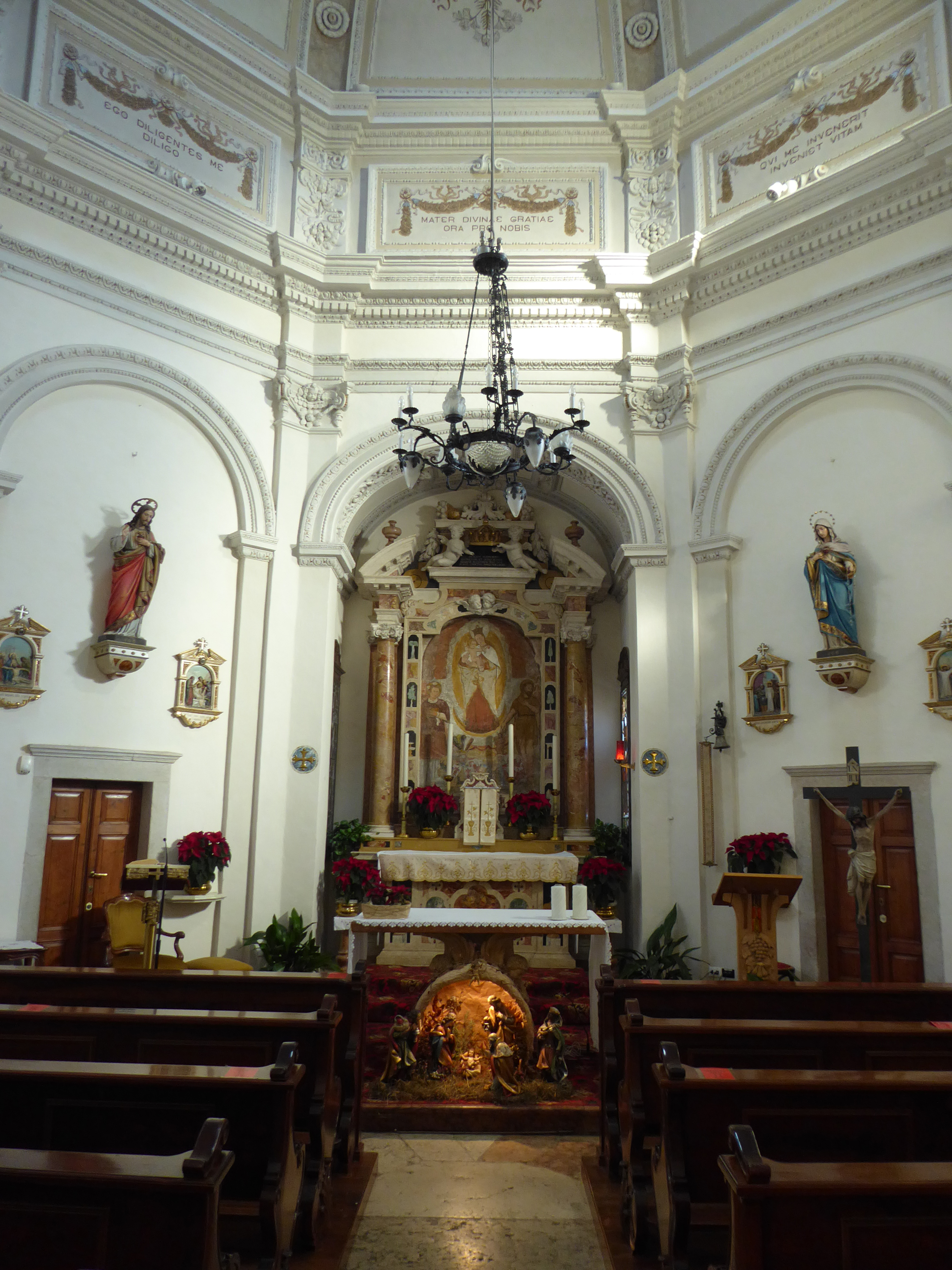
Interno

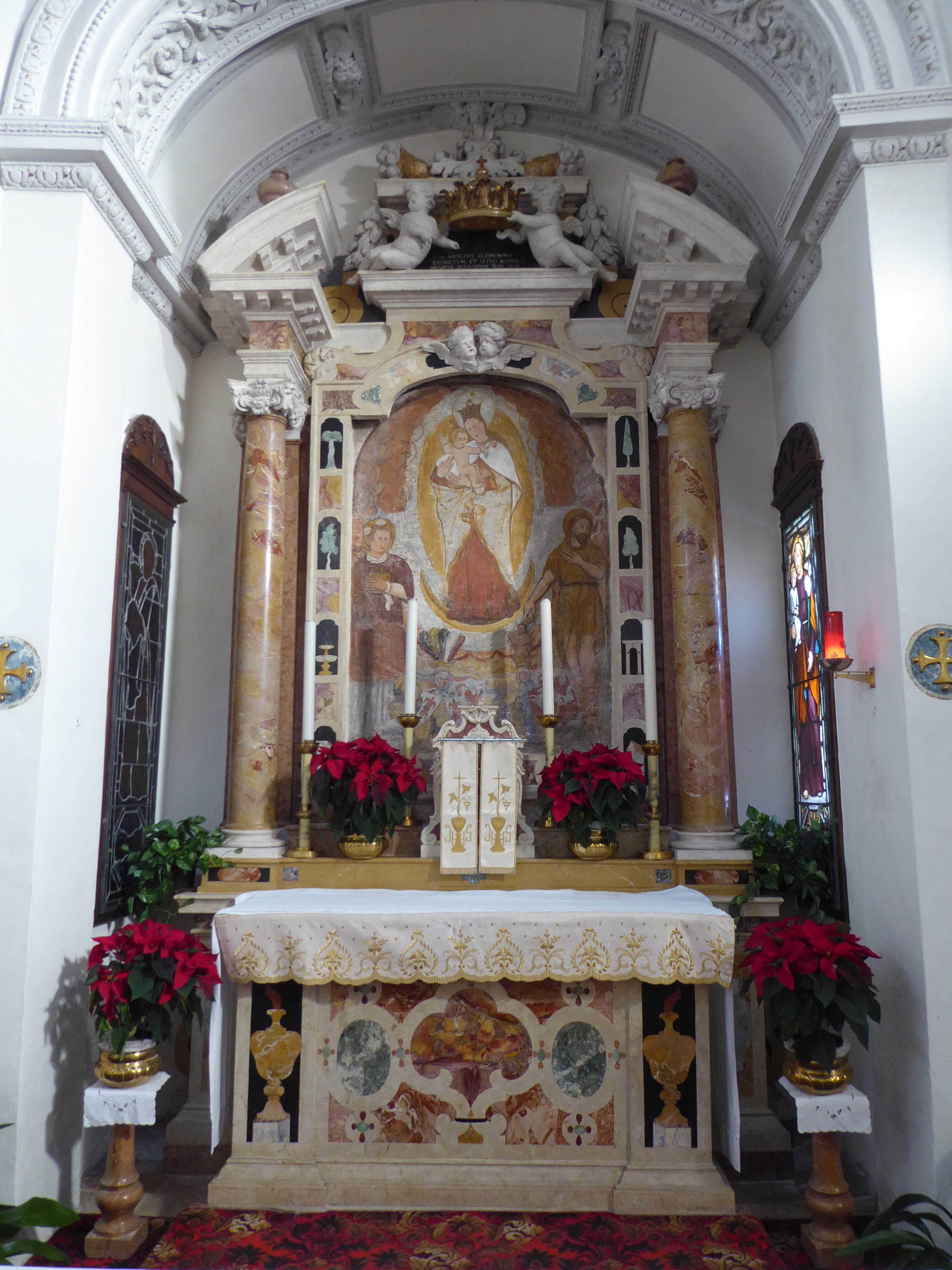
Altare maggiore

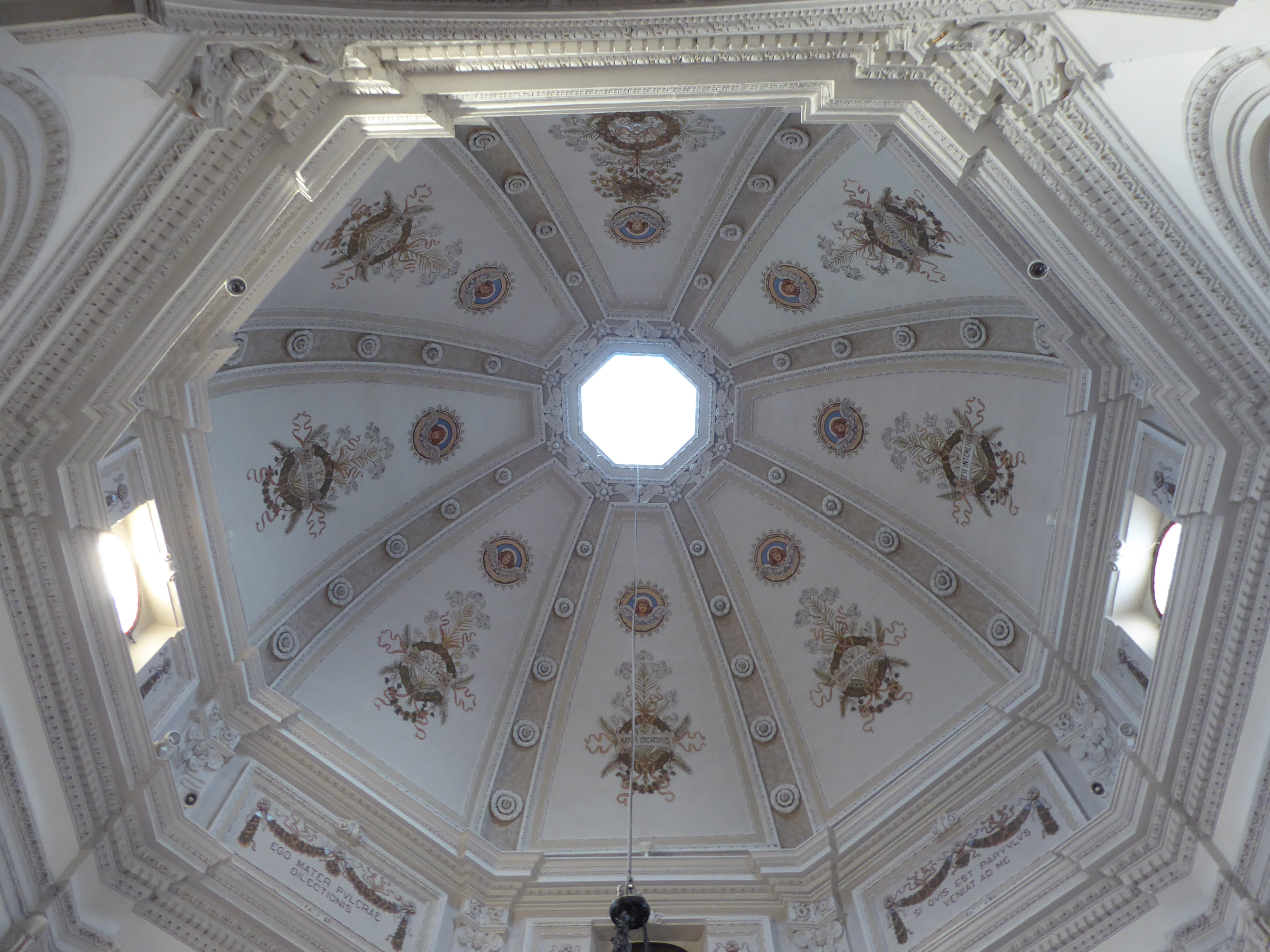
Volta interna della cupola

La prima citazione documentale della chiesa di Santa Maria della Neve è del 1665, e si trova nel testo Ristretto della Valsugana, et delle gratie miracolose della Madonna Santissima d'Honea in questa situata di Gieronimo Bertondelli. La sua erezione sembra di pochi anni anteriore e diede seguito, secondo la tradizione popolare, alla volontà di conservare un'immagine affrescata ritenuta miracolosa raffigurante la Madonna. L'immagine in precedenza si trovava in un'edicola vicino al torrente Maso.
Nel 1786, sotto l'aspetto della giurisdizione ecclesiastica, entrò a far parte della diocesi di Trento lasciando quella di Feltre.
Alla fine del XIX secolo la piccola chiesa originaria venne notevolmente ampliata. Venne edificata una nuova parte ad allungare la sala, in precedenza ottagonale, e di conseguenza fu eretta anche una nuova facciata in forme neoclassiche. Con l'inizio del nuovo secolo la torre campanaria venne sopraelevata e la sua estremità apicale venne adornata di un nuovo cilindro a sua volta sovrastato da una copertura conica. Durante il primo dopoguerra del XX secolo gli interni vennero affrescati. I più recenti interventi restaurativi si sono avuti nel 2007 quando tutto l'edificio è stato oggetto di adeguamento degli impianti e opera di ripulitura delle parti decorative, in particolare stucchi e marmi.

## Descrizione

### Esterni
Il luogo di culto si trova nell'abitato di Carzano con tradizionale orientamento verso est.
La facciata tripartita mostra nella parte centrale il portale in stile rinascimentale e sulle parti laterali nicchie con le statue di santi. La torre campanaria si alza in posizione arretrata sulla sinistra, la sua cella si apre con quattro finestre a bifora ed è sovrastata dal cilindro a base ottagonale con copertura a cuspide pure ottagonale.

### Interni
La sala è formata da una prima parte in tre navate che precede lo spazio a base ottagonale.
L'altare maggiore in marmo è adornato dall'immagine raffigurante Nostra Signora della Neve. La copertura della parte ottagonale è formato dalla cupola con lanterna aperta con otto finestre.